# Immer Heiterer
Immer Heiterer (Sempre di buon umore) op.235, è un valzer in stile ländler di Johann Strauss (figlio).
Come i precedenti valzer di Johann Die Zillerthaler op. 30, Dorfgeschichten op. 47, D'Woaldbuama, Die Waldbuben op. 66, Volkssanger op. 119, Man lebt nur Einmal!  op.167 e Grillenbanner op. 247, anche Immer heiterer fu concepito dal compositore come un valzer in stile ländler, ossia nello stile dell'antenato del valzer viennese.
Il lavoro faceva parte di una nuova serie di danze scritte appositamente da Strauss per i festeggiamenti del Carnevale 1860, durante il quale il compositore fu, ancora una volta, l'unico incontrastato protagonista musicale, nonostante la grande attività musicale di suo fratello minore, Josef.
Strauss condusse la sua orchestra nella prima esecuzione di Immer Heiterer il 20 febbraio 1860 durante uno Strauss-Ball organizzato al caffè Sperl di (Vienna, nel sobborgo di Leopoldstadt).
La nuova composizione, tuttavia, non raggiunse lo stesso successo di altri brani di Strauss scritti per quel Carnevale, in particolare il valzer Accelerationen op. 234. La particolarità di questo valzer sta nella coda, che è accompagnata da un coro di risate da parte dei membri dell'orchestra.